# Капитолий штата Иллинойс
Капитолий штата Иллинойс (англ. Illinois State Capitol) — историческое здание в городе Спрингфилд, штат Иллинойс, в котором располагаются офис губернатора штата и Генеральная ассамблея Иллинойса. Нынешнее здание является шестым по счёту капитолием штата с момента его присоединения к США в 1818 году. Выполнено в архитектурном стиле французского Ренессанса. Проект разработан фирмой Cochrane and Garnsey из Чикаго.

## Описание

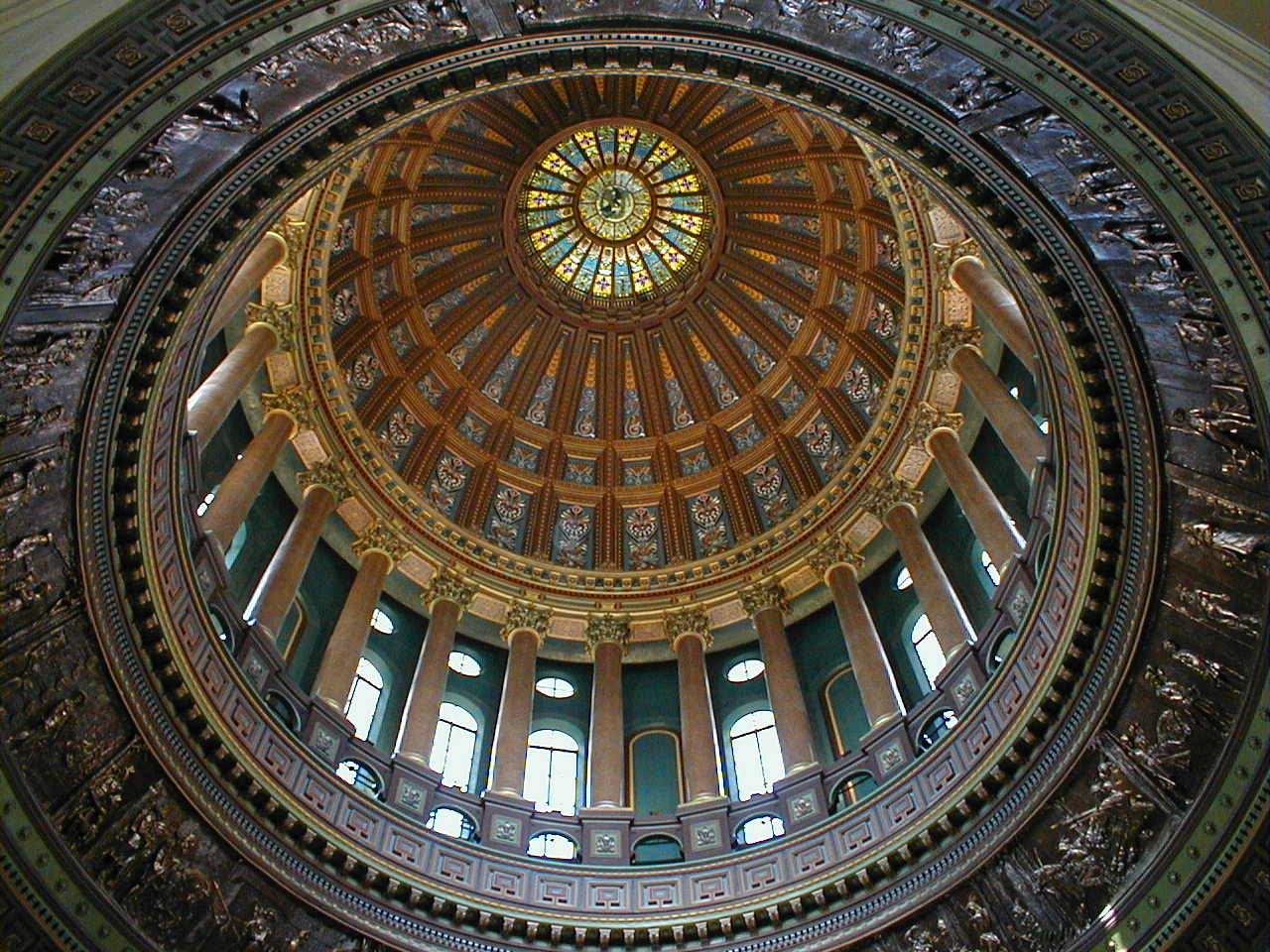
Интерьер купола капитолия

Купол капитолия покрыт цинком, чтобы обеспечить яркий серебристый цвет даже в непогоду. Интерьер купола украшен витражами и рисунками, иллюстрирующими сцены из истории Иллинойса. В верхней части купола изображена печать, используемая штатом до Гражданской войны. Основное отличие от современной в расположении фраз «State Sovereignty» и «National Union», после войны законодатели решили, что «Национальное единство» должно быть выше «Суверенитета штата».
При высоте 110 м (361 фут) капитолий штата Иллинойс превосходит даже капитолий в Вашингтоне. Купол достигает в ширину 28,2 м (92,5 футов) и поддерживается твёрдым основанием. Согласно уставу Спрингфилда в городе запрещено строительство зданий выше капитолия. Само здание имеет форму латинского креста и расположено в соответствие с направлениями на стороны горизонта, длина здания от северной части до южной — 116 м, от восточной до западной — 81,7 м. Капитолий занимает площадь в 3,6 га.